# Yachibrücke (S82)
Die Yachibrücke (chinesisch 鸭池河特大桥) führt den Qianxi Expressway (S82) bei Daguanzhen in der Provinz Guizhou, Volksrepublik China in einer Höhe von 434 m über den Yachi genannten mittleren Abschnitt des Wu Jiang, eines rechten Nebenflusses des Jangtsekiang. Sie gehört damit zu den höchsten Brücken der Welt.
Die zwischen 2013 und 2016 gebaute Brücke steht 2 km oberhalb der Dongfeng-Talsperre, die den Fluss um bis zu 128 m aufstaut. Wenn der Stausee bis zum Stauziel aufgestaut wird, liegt die Fahrbahn daher nur noch 306 m über dem Wasserspiegel.  
Die 1461 m lange und 28 m breite Brücke hat in jeder Fahrtrichtung zwei Fahrspuren und einen Pannenstreifen. Die schmalen Gehwege dienen nur dem Wartungspersonal; sie werden durch die Verankerung der Schrägseile eingeengt. An beiden Seiten der Brücke schließen sich die Tunnelröhren des Expressway an.
Die Schrägseilbrücke hat eine Spannweite von 800 m. Ihre beiden Stahlbeton-Pylone sind 258 m hoch und überragen die Fahrbahn um 183 m. Der 28 m breite Fahrbahnträger zwischen den Pylonen besteht aus einer stählernen Fachwerkkonstruktion mit einer Bauhöhe von 8 m. Außerhalb der Pylone schließen sich 220 m lange Balkenbrücken an, die aus einer Verbundkonstruktion bestehen und von Betonpfeilern gestützt werden, die gleichzeitig als Zuganker das Abheben dieser Bauteile verhindern, die gegenüber den 400 m der halben Mittelöffnung vergleichsweise kurz sind. Geländebedingt schließt sich auf der westlichen Seite noch eine etwa 210 m lange Stahlbetonbrücke an.